# Nudelmaschine

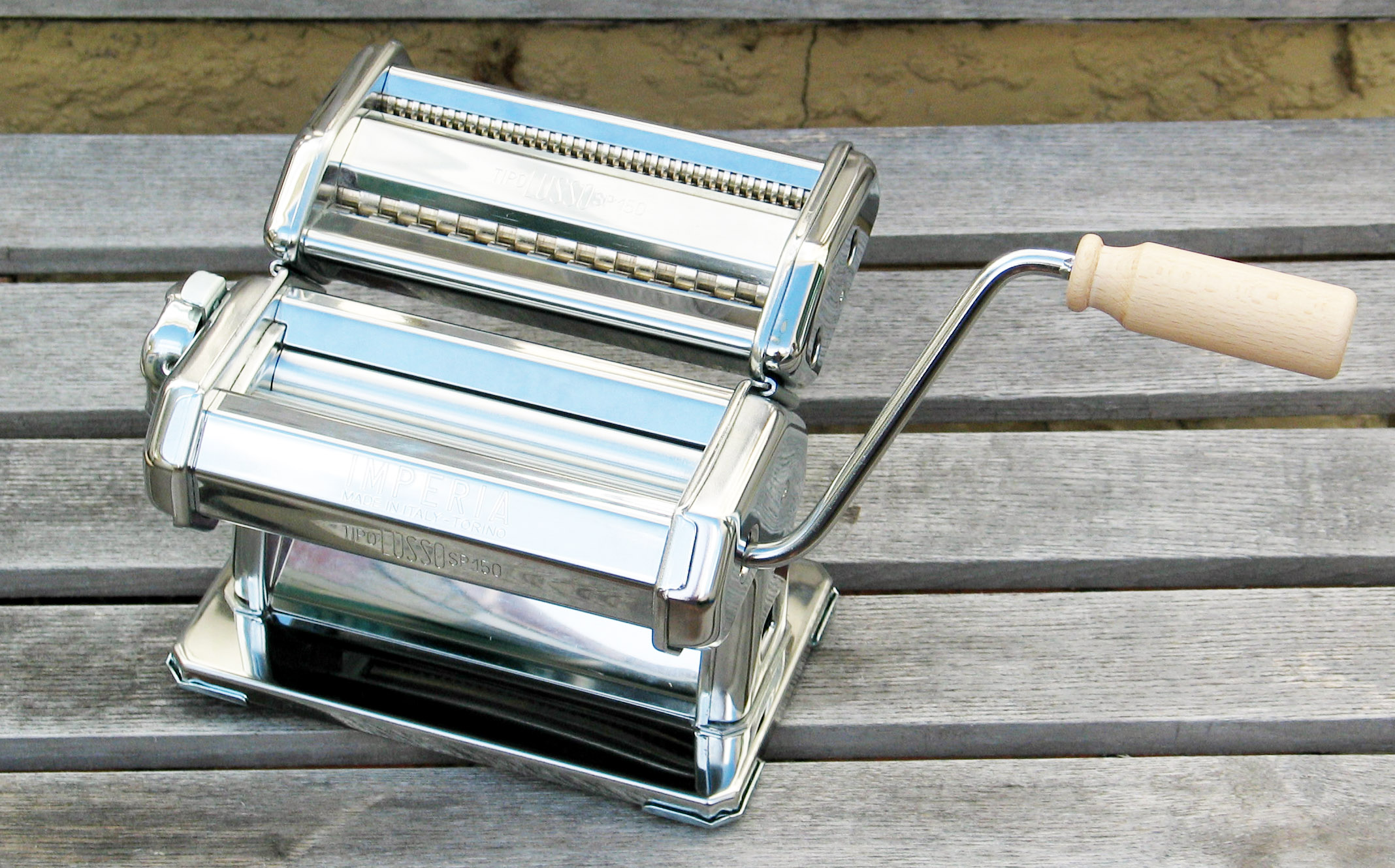
Nudelmaschine zur Herstellung kleinerer Mengen.

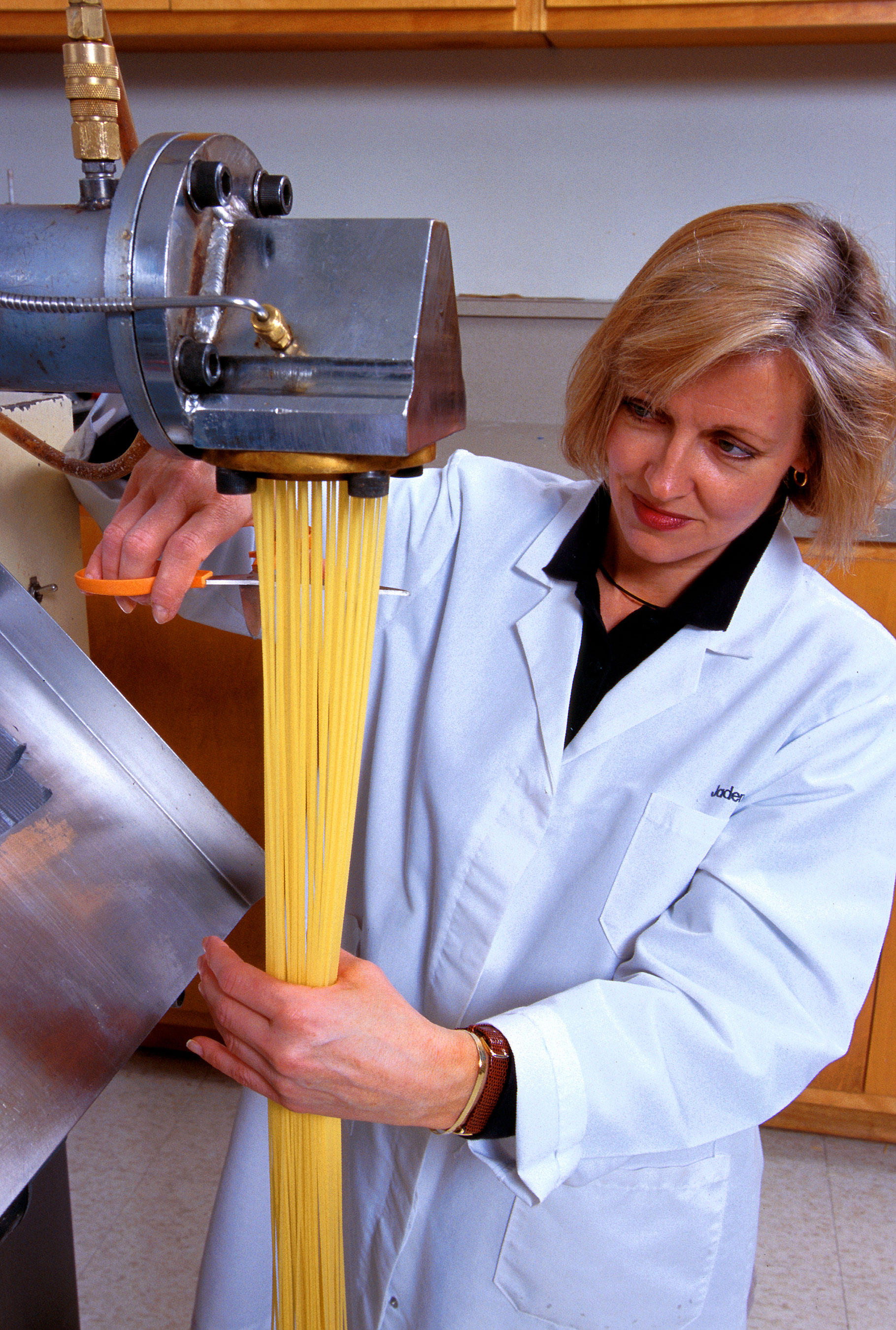
Industrielle Nudelmaschine

Eine Nudelmaschine ist ein mechanisches Küchengerät zur Nudelherstellung.
Die klassische Nudelmaschine ist ein Walz- und Schneidewerkzeug. Der Nudelteig aus Mehl und Ei muss absolut trocken sein, da er sonst die Walzen verklebt. In mehreren Durchläufen wird er mit dem Walzwerk auf die gewünschte Dicke gebracht, danach mit dem Schneidewerk in die gewünschte Form gewalzt bzw. geschnitten. Die Nudelmaschine wird in der Regel mittels Kurbel von Hand bedient, es gibt auch Ausführungen, bei denen ein Elektromotor das Werk antreibt. 
Eine weitere Variante der Nudelmaschine ist der Nudelstuhl, bei dem ein aufgerollter Teig in Scheiben geschnitten wird.
Die moderne Nudelmaschine arbeitet quasi wie ihr großes Vorbild in der industriellen Fertigung. Sie knetet den Teig und presst ihn dann, wie ein Fleischwolf, durch entsprechende Düsen in die gewünschte Form.